# Leelh
Leelh (du nom de la ville de Lille dans le jeu, ainsi appelée par les survivants de la catastrophe de 2060) est un jeu vidéo de style post-apocalyptique prenant la forme d'un web jeu de rôle en ligne massivement multijoueur (il s'agit de l'un des premiers jeux de ce genre), développé par les studios français 3DDUO et lancé officiellement le 10 juin 2010. Après des débuts prometteurs, une mise en pause du développement a été décidée le 30 novembre 2010 et mise en application le 31 décembre 2010, dans le but de se concentrer sur un changement de modèle économique pour le projet. Depuis, aucun nouveau modèle n'a été choisi. Cependant, le jeu était toujours accessible gratuitement et disposait encore d'une importante communauté dynamique, qui s'est peu à peu dégradée et est devenue instable, conduisant les développeurs à annoncer la fermeture totale du jeu et du site associé pour le 31 décembre 2013. Il disparait le 3 janvier 2014.
Le jeu a suscité l'intérêt des médias régionaux et nationaux et a même été le centre d'un important événement au Furet du Nord de Lille, l'une des plus grandes librairies d'Europe.

## Jouabilité
Leelh se joue sur ordinateur (uniquement avec le système d'exploitation Windows, Macintosh et Linux n'étant pas compatibles) directement sur navigateur Web, après une rapide inscription et le téléchargement d'un plug-in nommé BS Contact mis à disposition par Bitmanagement Software. L'utilisation du clavier et de la souris est nécessaire.
Le jeu est divisé en 3 parties : le jeu en lui-même, le site présentant les règles, conseils, et informations sur l'univers, et un forum. Il est possible de publier des mémoires dans un journal de bord et d'effectuer le jeu de rôle via le forum.
À l'origine, jouer nécessitait un abonnement payant : ce modèle économique a été abandonné avec la mise en pause et a été remplacé par un système de parrainage via une lettre de motivation. Il est possible de personnaliser son personnage et de lui choisir une corpulence (Mioche, Sec, Mastoc, Colosse), chacune conférant des avantages et des inconvénients, ainsi que des capacités spéciales particulières. Le jeu de rôle et le système joueur contre joueur sont intégrés. Un tutoriel non-obligatoire est disponible pour que les nouveaux joueurs ne soient pas lâchés dans le jeu sans avoir les bases.
L'interface du jeu regroupe, de haut en bas et de gauche à droite : l'ethnie, l'appartenance à une faction, les jauges (santé, nutrition, calme, souffle), les canaux de discussion, la barre d'expérience, les boutons de commande et d'action, le compteur de jours (chaque jour dure 22 heures) agrémenté du cycle jour/nuit, le cartouche indiquant la zone où se situe le personnage, et les pastilles rondes d'état. L'univers a été réalisé selon un style de bande dessinée européenne,.
La progression dans le jeu se fait de trois manières différentes : amasser de l'expérience (en fouillant, faisant des quêtes, combattant…) permet de monter de niveau et ainsi de gagner des points à répartir dans différentes compétences (par exemple, apprendre à identifier de la nourriture ou à manier une épée); faire survivre son personnage dans la durée, chaque jour de survie apportant quelques points à répartir dans différents talents (comme la faculté de manger des aliments toxiques ou la chance de réussir des actions). Faire connaître son personne dans les factions (en effectuant les tâches classiques au sein d'un des avant-postes : collecte de bois, tours de garde…) va permettre d'augmenter sa réputation et donc de débloquer de nouvelles quêtes et actions ainsi que d'accéder à des lieux normalement verrouillés. Si le personnage tombe KO et qu'il n'est pas relevé à temps, il est envoyé chez un médecin et perd tous ses talents (il conserve quand même ses compétences et sa réputation).
Les monstres présents sont extrêmement puissants, et les "farmer" est très dangereux. Ces monstres ont même un rôle inverse : ils sont là pour faire perdre le personnage, pas pour l'aider à obtenir de l'expérience : le jeu va donc à l'encontre de la plupart des autres jeux de rôle en ligne massivement multijoueurs en proposant un univers où l'environnement est plus puissant que le joueur.
Les circonstances s'y prêtant; meurtres, vols, trahisons, lâcheté ou individualisme sont autant d'actions courantes. Même si l'action se déroule en période post-apocalyptique, les déviances sanctionnées par la loi actuelle sont également sanctionnées sur le jeu : pédophilie, nécrophilie, zoophilie, viols, homophobie et racisme (au sens actuel du terme) sont donc interdits. Ainsi, le jeu n'est pas restreint à un public uniquement adulte, l'inscription pouvant débuter à partir de l'âge de 14 ans.

## Histoire
Les studios 3DDUO se lancent en 2008 dans la réalisation d'un jeu en ligne massivement multijoueur qui serait directement jouable sur navigateur, sans devoir acheter de CD ou télécharger le jeu en ligne. Le pré-lancement du jeu se fait avec des versions nommées Version Alpha et Version Bêta. Le financement provient des recettes de l'entreprise, d'un fonds d'investissement, et d'une subvention accordée par la Région Nord-Pas-de-Calais. Le succès est rapide avant même le lancement officiel, surchargeant les serveurs au-delà de leur capacité. En 2009, les studios réalisent un lip-dub pour promouvoir le jeu et l'entreprise et se rendent à la Fête de l'Animation de Lille pour y faire tester la Version Alpha.

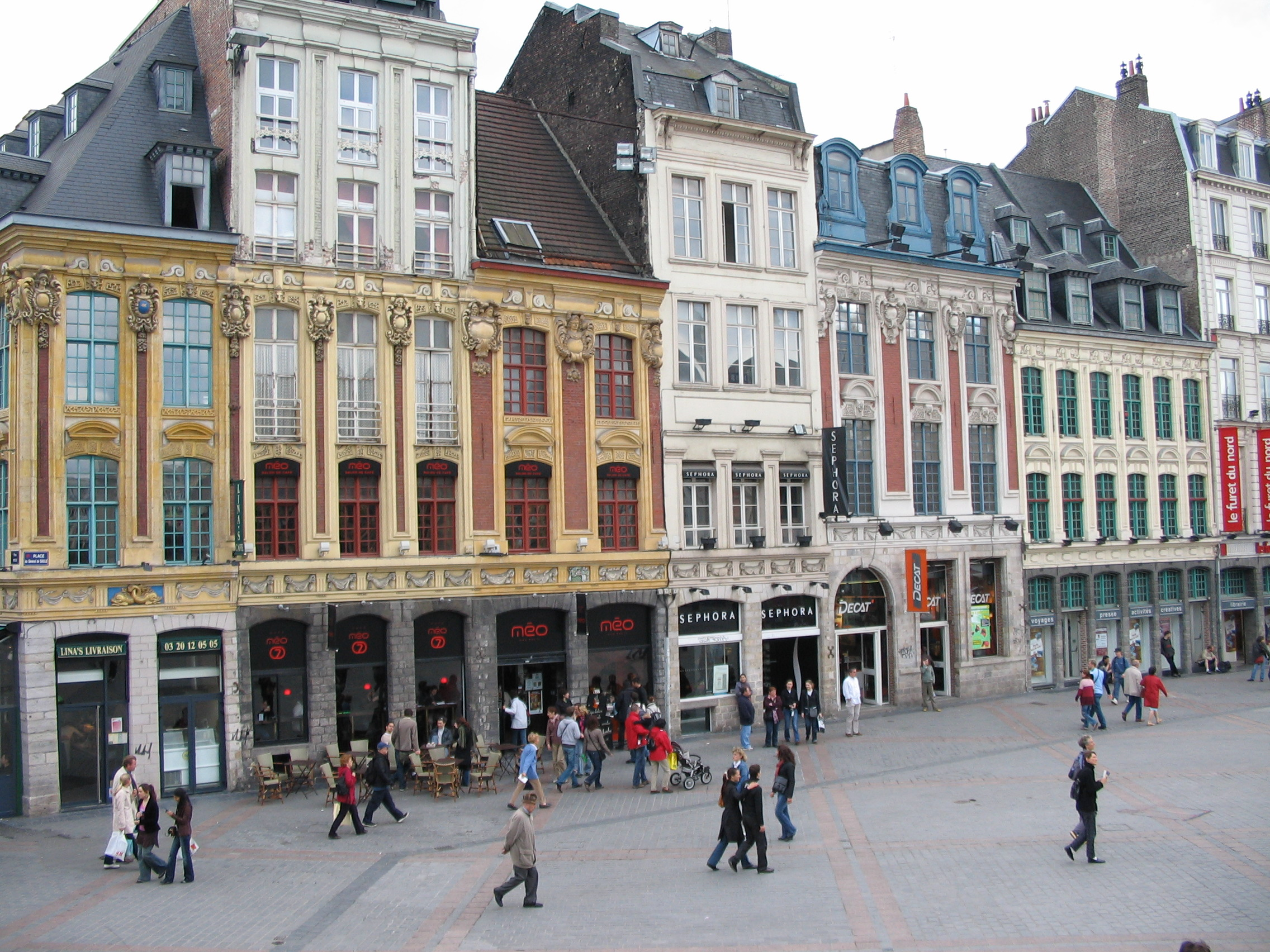
La Grand'Place de Lille, avec le Furet du Nord à droite.

Après la venue des studios en 2010 aux Galeries Lafayette lilloises, à Polytech Lille, et au Salon de la Bande Dessinée et du Graphisme de Roubaix; la sortie de la Version 1.0 se fait le 10 juin 2010. Trois mois avant, Frédéric Mitterrand, Ministre de la Culture sous le Gouvernement Fillon III, avait rendu une visite officielle aux studios alors que la Version Bêta venait de sortir. Peu après, les studios lancent un mini-jeu sur le réseau social Facebook afin d'attirer les joueurs. Durant l'automne 2010, un grand événement est organisé au Furet du Nord, la plus grande librairie d'Europe : des abonnements et des "packs du survivant" y sont vendus. Le succès du jeu est tel que l'ouverture d'un deuxième serveur et l'ajout au jeu des villes de Lille ou Paris sont envisagés, tandis que l'annonce de la mise en place d'un système d'abonnements est faite.
Les studios et la communauté interagissent régulièrement : par exemple, de nombreuses rencontres nationales entre développeurs et joueurs se font. Il arrive aussi que ces joueurs soient sollicités par les studios : ainsi, il leur fut permis de créer leur propre T-shirt dont le meilleur serait intégré au jeu à l'occasion des concours United Colors of Leelh (reprenant le concept de Benetton), et de voter pour le jeu lors du concours des jeux en ligne organisé par JeuxOnLine : ce qui leur permettra de remporter le JOL d'Or. Un guide reprenant le concept de pour les nuls spécialement rédigé par l'équipe du jeu est mis à disposition des joueurs, tandis que les joueurs mettent communément en place un groupe nommé Leelh of Legends sur le jeu League of Legends.
Pourtant, les studios effectuent un virage à la fin de l'année 2010 : en effet, faute de joueurs suffisamment nombreux et donc d'argent émanant des abonnements, le projet risque de se transformer en gouffre financier. Une pause (et non pas un arrêt définitif) a donc lieu, et la question d'un éventuel élargissement est posée par Maxence Devoghelaere, président-directeur général des studios, qui explique dans une interview les raisons de l'échec du projet. Cette nouvelle est néanmoins acceptée par la communauté, qui manifeste massivement son soutien aux studios.

## Synopsis
L'action se passe dans la ville en ruine de Villeneuve-d'Ascq, située dans le Nord-Pas-de-Calais (France), à partir de 2087.
Diverses précisions ont été apportées sur la période précédant le cataclysme : ainsi, il a été révélé que de le climat très instable n'épargnait aucun endroit de la Terre et engendrait une émigration climatique dans les pays les plus touchés, que la Colombie était tombée aux mains d'un dictateur, que l'Espagne organisait un référendum sur la légalisation de la polyandrie à partir de 16 ans, que le G8 était devenu le G9 après que la Chine eut rejoint le groupe, et que l'Union européenne regroupait en 2049 38 États-membres (dont la Suisse, la Turquie, la Tunisie et apparemment l'Ukraine et la Libye tandis que le Maroc proposait sa candidature) qui ne parvenaient plus à parler d'une seule voix.

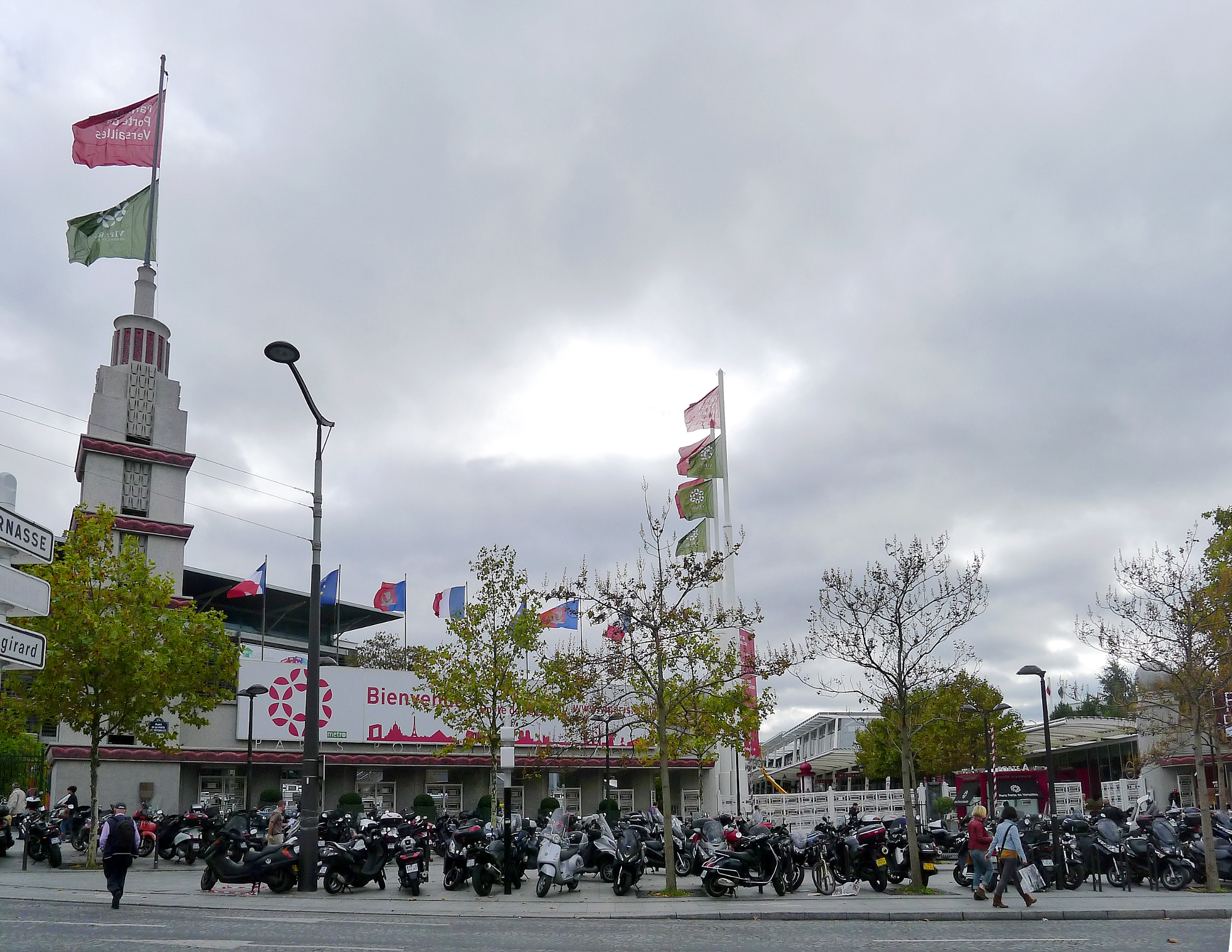
L'entrée du Parc des Expositions de la Porte de Versailles.

La situation française n'était guère plus brillante : les canicules à répétition (qui ont causé 300 000 décès en Europe) ont poussé le Gouvernement à mettre en place des "allocations climatisation" tandis que de violentes émeutes ont plongé le pays dans le chaos durant 2 mois. De plus, le Parc des expositions de la porte de Versailles a été reconstruit après qu'il se fut effondré en 2043 en tuant 900 personnes. Les chantiers doivent également respecter des normes de construction parasismiques.
Les glaces polaires ont fini par fondre, élevant le niveaux des mers et océans et engloutissant des villes et même des archipels entiers. La disparition de nombreuses espèces de la faune et de la flore a raréfié l'oxygène, alors que l'air était déjà surchargé de toxines dues à la pollution. L'éthique a finalement été bafouée : devant l'augmentation considérable de la population, les États ont investi dans le clonage pour remplacer l'élevage et dans la chimie pour remplacer l'agriculture. Des manipulations génétiques ont été effectuées sur les végétaux, sur les animaux, et même sur l'homme.
Une catastrophe (dont l'origine demeure inconnue) a frappé la région le 20 avril 2060 : le courant a été coupé, les voitures et avions, désormais pilotés par satellites, ont provoqué des accidents meurtriers, de nombreux édifices se sont effondrés… Aucune aide humanitaire n'étant venue, il est cohérent de penser que ces événements se soient passés à l'échelle planétaire. La survie est donc devenue primordiale, et l'eau est devenue la denrée la plus précieuse, remplaçant l'argent.

## Univers

### Ethnies
Les mutations ont transformé les plantes (qui ont colonisé toute la région) et les animaux (devenus des monstres assoiffés de sang). L'Homme a également été plus ou moins atteint, donnant 4 ethnies.
Les Inouts ont été les plus atteints : devenus aphones et atteints d'un comportement bestial, ils ont développé une nouvelle société entre eux dont le cannibalisme est la clé de voûte. Cette pratique n'était d'abord qu'une solution extrême en réponse à une intense famine, mais elle s'est ensuite développée, élargie, et ritualisée. Extrêmement puissants et très dangereux, ils attaquent les survivants sans les tuer pour les parquer dans des enclos où ils seront engraissés avant d'être démembrés et consommés vivants.
Les Marche-Peur ont été moins atteints par les mutations, mais ils ont tout de même perdu leur faculté de parler et leur comportement humain. Ils se sont rassemblés en meutes, se tiennent à l'écart, et se sont constitué des territoires très précis : ils n'attaquent que si un survivant y pénètre.
Les Turnes ont été les moins atteints, mais les effets des mutations sont tout de même visibles : en effet, leurs iris se sont décolorés, et le blanc de leurs yeux s'est assombri vers des teintes grises. Excepté ce détail, ils peuvent être considérés comme des humains normaux. Ils sont jouables et sont accueillis par le médecin nommé Vico, près de l'avant-poste des Nashen.
Les Emnus n'ont apparemment pas été atteints par les mutations, et sont considérés comme des "survivants", un peu comme dans le film Je suis une légende. Ils sont donc considérés comme des humains normaux. Ils sont jouables et sont accueillis par le me médecin nommé Steto, près de l'avant-poste des Fondateurs.

### Lieux

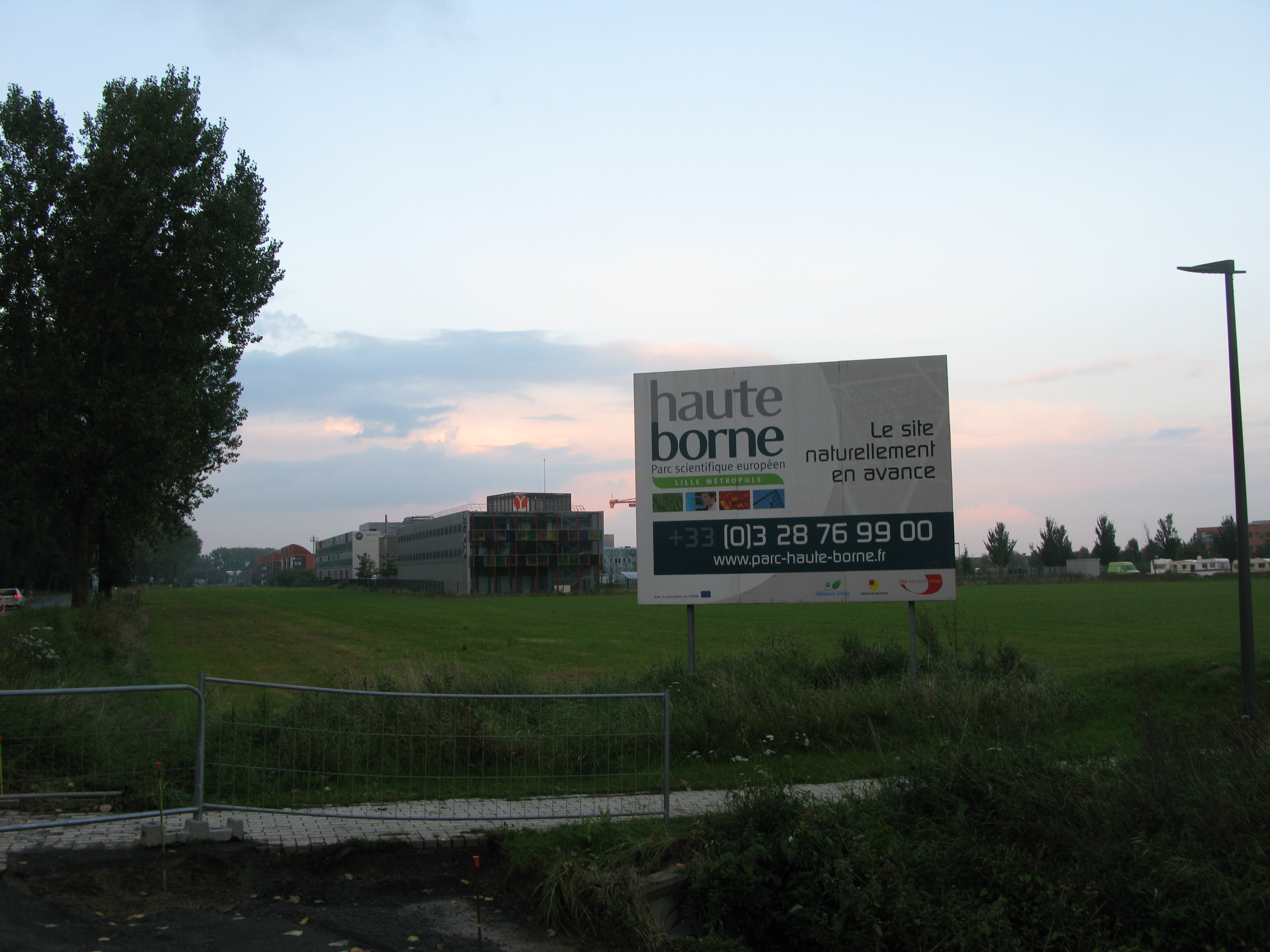
Panneau signalant l'entrée du Parc de la Haute Borne.

La métropole lilloise est en ruine. L'action se concentre sur une zone allant du Sud de Villeneuve-d'Ascq (dont le nom a été déformé par les survivants pour donner Vedasq) jusqu'à Sainghin-en-Mélantois (Lille n'est pas encore accessible). L'Autoroute A25 (qui a été surélevée et dont certains tronçons se sont effondrés) partage la zone en deux parties. Un village fictif, nommé Sainghin-les-Patis, se situe à l'Ouest. Excepté ces villages, la zone Sud est globalement naturelle (des champs agraires s'y tenaient auparavant), alors que la zone Nord est restée urbanisée malgré son délabrement (on y trouve toujours les parcs d'activités de haute technologie comme la Haute Borne).
Divers bâtiments particuliers sont éparpillés un peu partout : un centre d'innovations, un hangar à bus, un ancien chantier (où devait s'élever un immense gratte-ciel), un complexe mystérieux nommé Centre C-Corp, un bar de fortune nommé Last Rock, une église nommée Les Larmes de Vedasq, une immense ferme de clonage bovin et aviaire, une zone militaire, divers campements, deux hôpitaux de fortune (un au Nord et un au Sud, dirigés respectivement par Steto, nom provenant du terme stéthoscope, un outil médical utilisé pour mesurer les battements du cœur, et par Vico, nom provenant du terme Vicodin, un médicament utilisé pour soigner la douleur), de cinq points de contrôle (quatre entrepôts respectivement de vêtements, de nourriture, d'armes, de médicaments, et un château d'eau) et les deux avant-postes.

### Factions
Les deux avant-postes sont contrôlés par deux factions ennemies regroupant chacune une partie des deux ethnies, se livrant une lutte à mort pour prendre le contrôle de la région. On trouve également des neutres.
Les Nashen sont tous des Turnes. Ils se sont radicalisés lorsqu'ils n'ont plus supporté d'être marginalisés et persécutés par les Emnus. Ils habitent un avant-poste nommé la Brèche construit sur une zone comprenant une partie de Sainghin-en-Mélantois (dont l'Église) et protégé par des murs tout-juste répulsifs (en bois ou en pierres) ou des haies et par des tours de garde. Ils ont à leur tête une Matriarche. Leur société matriarcale est dominée par leur chamanisme et leur extrémisme doublé d'un écoterrorisme : ils souhaitent exterminer les Emnus qu'ils qualifient d'Impurs, et plus particulièrement les Fondateurs, afin de pouvoir détruire toute trace restante de la technologie pour assurer le triomphe de la nature. Cet extrémisme se base sur leurs croyances, mises en place par le Livre de l’Éveil : ce livre raconte l'Histoire selon le point de vue Nashen, interprétant à leur façon la création du Monde, le cataclysme et ce qui lui a succédé.
Les Fondateurs sont tous des Emnus. Ils habitent un avant-poste nommé le Compas construit sur une zone d'immeubles résidentiels et protégé par des miradors et de hauts murs d'acier bardés de pointes. Ils ont à leur tête un Guide. Leur société hiérarchique est dominée par leur volonté de restaurer la technologie et de purifier le Monde des Nashen : ainsi, ils pourraient reconstruire l'Avant tel qu'il l'était avant le cataclysme : ils se sentent d'ailleurs "élus" pour accomplir cette mission. Néanmoins, leurs connaissances sur le sujet sont limitées en raison de la très faible proportion de survivants qui a connu cette technologie, phénomène amplifié par le retour à la transmission orale des connaissances. Ainsi, ils boiront de l'eau de Javel et mangeront des piles en pensant que ces denrées sont consommables, et ne comprendront pas ce qu'était exactement l'électricité ou à quoi servaient les éoliennes ou les télévisions.
Néanmoins, les activités des factions sont identiques : ils doivent récolter du bois pour le feu de camp, collecter de la nourriture pour fabriquer du "ragoût" qui est l'aliment de base (constitué selon la faction d'aliments industriels ou naturels), effectuer des tours de garde, déposer des reliques sur des étagères vues comme des symboles de puissance (os et poupées vaudous pour les uns, divers moteurs pour les autres)… et attaquer les ennemis. Il est possible de s’infiltrer dans l'avant-poste ennemi en passant par les égouts, verrouillables de l'intérieur pour pouvoir protéger l'avant-poste pendant un court laps de temps.
La conquête de territoire des factions (et des neutres) passe par la capture des points de contrôle : y poser quatre bannières de sa faction assure l'accès intégral aux stocks contenus dans le point de contrôle, un atout indéniable dans la guerre sévissant dans le jeu. Cette partie due la jouabilité reprend le principe bien connu de capture du drapeau.
Les neutres tentent de rester à l'extérieur du conflit et de survivre comme ils peuvent, mais sont tout de même pris pour cibles par les deux camps. Des clans sont formés avec des buts variés : ainsi, par exemple, le Gang des Vauriens s'adonnera au vol pour survivre, la Meute des Mioches cherchera à rassembler les enfants pour mieux les protéger, les Piétons du Ciel voudront réunir Emnus et Turnes sous une bannière de paix et de respect, les Larmes de Vedasq s'assurera la tranquillité en soignant les blessés des deux camps, les Buccélaires regrouperont divers mercenaires, tandis que les Présages agiront comme une mafia afin de s'imposer face aux factions et de réunir le plus d'informations et de richesses.

### Bestiaire
La région est envahie de créatures, héritières des animaux ayant subi des manipulations génétiques ou des mutations. Une large partie d'entre eux semble avoir une caractéristique commune : une protubérance dorsale plantée de piquants. Les bœufs et poulets échappés de la ferme de clonage se sont transformés en dangereux taureaux et en féroces volailles bicéphales. Les produits chimiques dont ils étaient nourris se sont répandus dans le sol et dans l'eau, faisant se développer la végétation et créant de redoutables plantes carnivores appelées mâche-os ainsi que des rampantes : une créature à mi-chemin entre une araignée et une racine. D'autres animaux relativement pacifiques, comme les chiens ou les dindons, se sont respectivement transformés en molosses sauvages et carnivores de 80 kilos et en charognards se nourrissant des nombreux cadavres parsemant la région. Les insectes, eux, se sont fortement développés, à l'image des cloportes disposant d'une grande taille ainsi que d'une vitesse et d'une défense élevées. Il est également possible de trouver des tigres : leur présence est pour le moment inexpliquée, l'hypothèse la plus probable étant que certains représentants de cette espèce aient survécu dans des zoos ou des cirques. La créature la plus abominable est probablement le bouffe-entrailles : il s'agit d'une plante parasite qui a pris le contrôle de personnes mortes et parfois enterrées. Abattre toutes ces créatures est assez difficile, même pour un joueur expérimenté.
Divers joueurs disent avoir croisé le chemin d'un lézard géant aussi grand que des maisons, s'appuyant sur des captures d'écran qu'ils ont effectuées. Son lieu d'habitation serait le Centre C-Corp.
D'autres créatures avaient été programmées, mais n'ont pas été ajoutées à la suite de la mise en pause : renards, moutons, lombrics géants et carnivores…

## Accueil critique et récompenses
Les joueurs ayant testé le jeu ont globalement le même avis sur celui-ci. Les points favorables se retrouvent dans l'originalité du scénario, la qualité de l'univers, l'intégration du jeu de rôle, la présence soutenue des développeurs et des Maîtres du Jeu, et la technologie utilisée. Néanmoins, cette même technologie est citée comme étant une faiblesse : en effet, certains joueurs critiquent l'utilisation d'un plug-in et d'une plate-forme d'Internet à cause des nombreux bugs qui peuvent avoir lieu. De plus, certains regrettent le fait d'être lâché dans le jeu sans préparation préalable et l'absence de compatibilité avec Macintosh ou Linux.
Toutefois, se faisant rapidement connaître des médias pour ses caractéristiques atypiques, le jeu a été nommé au Prix de la créativité française et a été récompensé d'un JOL d'Or. Il a cependant récolté un note de 10/20 sur le site Jeuxvideo.com.
Le manque de joueurs et donc de liquidités est tout de même un semi-échec, car tous les intéressés ne s'abonnent pas. Les studios sont donc contraints d'effectuer une mise en pause.

## Postérité

### Suites du jeu

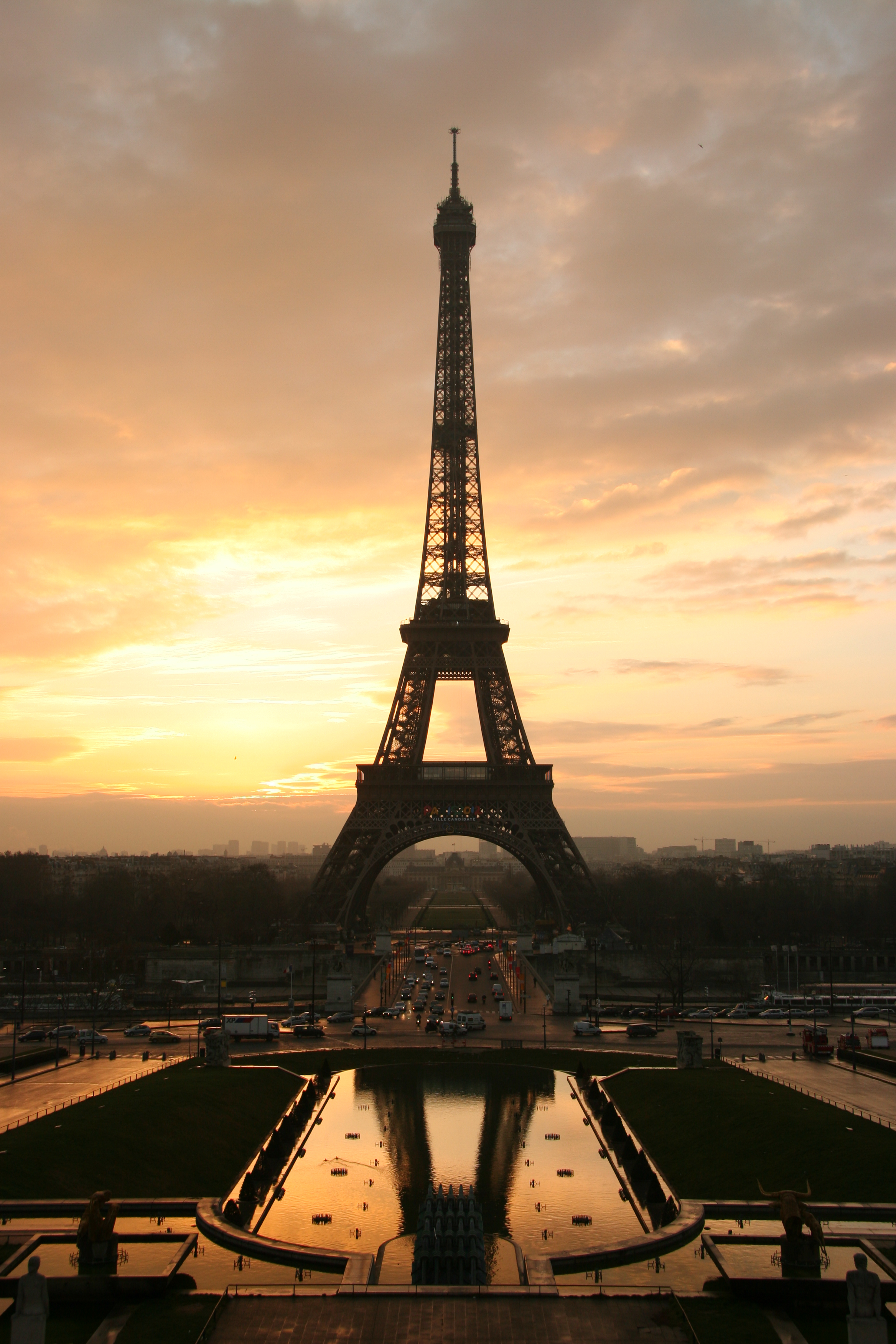
La Tour Eiffel apparait penchée et abimée dans l'un des travaux artistiques réalisés dans le cadre de Reehborn.

La mise en pause est décrétée à la fin de l'année 2010 et fait réagir médias et sites Internet. Les studios n'abandonnent pas le projet et réfléchissent à élargir le concept à des applications sur Facebook ou sur téléphone ou à une bande dessinée. En attendant, ils reprennent leurs activités habituelles, à savoir la conception de jeux sociaux ou éducatifs, et reprennent rapidement pied.
Le serveur du jeu n'est pas éteint, étant donné que les développeurs laissent l'équipe des Maîtres du Jeu s'occuper bénévolement de la communauté, du support, et du fonctionnement en général. Les développeurs n'interviennent plus, et plus aucune mise à jour n'est effectuée, même s'ils passent donner quelques nouvelles de temps en temps. Les abonnements sont suspendus et remplacés par un système intégralement gratuit : après deux premières semaines de jeu, les nouveaux joueurs sont invités à rédiger une lettre de motivation qui sera validée par le reste de la communauté, leur permettant de continuer à jouer.
La fin de l'année 2012 voit le nombre de joueurs qualifiés décroître de façon significative et le niveau général du jeu s'abaisser, tandis que des rumeurs de piratage se répandent. L'équipe des Maîtres du jeu décide de démissionner sauf un, qui reste pour tenter de former une nouvelle équipe. L'avenir du jeu semble alors gravement compromis, tandis que certains joueurs se retournent contre les Maîtres du jeu et les développeurs.
Le 14 octobre 2013, les studios annoncent la fermeture en deux temps du jeu, à la suite des trop nombreux problèmes causés par une communauté devenue trop instable, effective le 15 décembre 2013 pour le jeu en lui-même et le 31 décembre 2013 pour le site officiel. Le lendemain, le jeu est massivement piraté par le biais du hack d'un compte appartenant à un des développeurs, qui viendra confirmer les rumeurs.
La fermeture du jeu est en fait effectuée le jour de la date prévue de fermeture du site, à savoir le 31 décembre 2013, tandis que le site reste accessible, sans qu'aucune autre information supplémentaire ne soit donnée. Dans le même temps, un ancien joueur, resté "top 1" du classement du jeu pendant la majeure partie de son existence, rassemble une partie de la communauté du jeu autour d'un site, reprenant le nom de Reehborn, où les éléments du jeu et du site sont réutilisés afin de poursuivre l'aventure de Leelh par le biais d'un jeu de rôle par forum de discussion ; et un projet de reprise par deux joueurs de la licence de logiciel en collaboration avec les studios est annoncé. Cependant, faute d'un modèle économique viable et stable, ce projet de reprise sera finalement abandonné tandis que celui de suite est mis en maintenance. 

Le site officiel n'est plus accessible à partir du 3 janvier 2014.

### Reehborn
Le nom Reehborn, dérivé du nom du jeu et signifiant "renaissance", apparaît en 2011. Il fait s'interroger les joueurs, mais n'intéresse pas vraiment les médias cette fois-ci. De plus, le concept se cachant derrière le jeu reste assez mystérieux. Il n'est donc pas encore confirmé, à ce moment, que Reehborn soit la suite (ou même quelque chose d'associé, comme un préquelle) du jeu. Néanmoins, ce concept mystérieux permet aux studios d'être sélectionnés parmi 200 candidats pour remporter une récompense "Online & Social Game" décernée par le Marché International des Contenus Audiovisuels. Des images publiées par Maxence Devoghelaere sur Facebook dans le courant d'avril 2012 renforcent le mystère.
Le 14 septembre 2012, les studios publient sur Facebook et sur le site de Leelh un lien vers un site Internet. Celui-ci contient un compte à rebours de 18 jours et une capture d'écran montrant un combat : il s'agit de Reehborn : la communauté du jeu manifeste son enthousiasme face à cette annonce. Il est précisé que Leelh continuera à tourner en parallèle, et que Reehborn en sera le préquelle, en tant que jeu multiplate-formes (site dédié, téléphones intelligents, et application sur Facebook), mais la date officielle de sortie reste inconnue.
Le 2 octobre 2012, les studios dévoilent leur projet par un communiqué de presse repris rapidement sous forme de brèves puis d'articles complets, par les sites spécialisés en jeux vidéo, et le site de Leelh prend un nouvel aspect. À cette occasion, plusieurs travaux artistiques sont diffusés, représentant les plus grandes villes mondiales dont les monuments et institutions sont à moitié enterrés sous le sable : la Basilique Notre-Dame-de-la-Garde et le Vieux-Port à Marseille, la Tour Eiffel à Paris, Big Ben à Londres, l'Atomium à Bruxelles, le Futuroscope à Poitiers, le Parlement européen à Strasbourg, le World Trade Center à New York…
On découvre donc que Reehborn est axé sur la survie avec 3 phases distinctes, le but étant de survivre à des vagues de créatures hostiles en se construisant un abri tout en perçant le secret du cataclysme ayant frappé la Terre. Le mode de financement est par la même occasion rendu public : un appel aux dons, via la plate-forme Ulule, est demandé aux joueurs. Ceux-ci ont un mois et demi pour verser les 25 000 € nécessaires au projet, des récompenses par palier étant présentes pour les motiver. En trois jours, 10 % de la somme demandée sont réunis.
Le 10 octobre 2012, un premier teaser est dévoilé. Le 12 octobre 2012, de nombreuses informations sont dévoilées à la suite des questions des joueurs : l'univers de Leelh sera conservé à l'exception des dates, différentes carrures et métiers seront disponibles, les dons seront intégralement remboursés si la somme demandée n'est pas atteinte, il y aura compatibilité avec Macintosh et Linux, le jeu de rôle ainsi que le joueur contre joueur et l'artisanat seront présents.
Par la suite, contrastant avec son lancement fulgurant, plus aucun don n'est effectué dans la campagne, bloquant la barre à 14 %. Finalement, la campagne se termine sans apporter le financement voulu, ce qui n'empêche pas les studios de remercier les donateurs, et d'annoncer un éventuel futur nouveau projet.

## Partenariats - Clins d’œil
Les studios 3DDUO ont intégré à Leelh un certain nombre de clin d’œils à leurs partenaires. Ainsi, il est possible de trouver un immeuble  décoré d'une enseigne AlloCiné ainsi que des T-shirts reprenant leur logo. Un autre immeuble (le plus haut de la carte) porte une enseigne dédiée à Bitmanagement Software. Des panneaux publicitaires font également la promotion de Wat TV, un hébergeur de vidéos en ligne, de Wéo, chaîne de télévision spécifique au Nord-Pas-de-Calais, et de Bedeo, site de critique de bandes-dessinée.
Les studios sont également en partenariat avec le Furet du Nord et des portails en ligne consacrés aux jeux vidéo.
Il est possible de retrouver des références cachées dans le jeu, à la manière d'easter eggs : on trouve donc des marques connues (Apple, BiC, Buitoni, Carrefour, Casio, Coca-Cola, Leclerc, Fanta, Haribo, Heineken, Ice tea, Jupiler, Leffe, Marlboro, Mars, Nutella, Pedigree, Pokémon, Ricard, Saw 6, Sheba, Télétubbies, Tuc, Whiskas…) dont le nom a été déformé, des films (300, Gran Torino, Harry Potter, High School Musical, Kung Fu Panda, Le Renard et l'Enfant, Le Voyage de Chihiro…) parodiés sur des affiches où apparaissent les développeurs de 3DDUO, ainsi que des personnages de jeux vidéo (Lola Del Rio, Mario et Luigi…) apparaissant eux aussi sur des affiches.
Le slogan de la  marque Benetton est parodié sur les camions stationnés dans l'entrepôt de vêtements : on y lit "United Colors of Leelh" sur fond vert. Une bouteille d'absinthe, alcool interdit en France en 1915, porte le nom d'Assomoir : or, dans ce livre écrit par Émile Zola, cet alcool y est dénoncé pour ses méfaits.
Le progrès technique n'a pas été oublié : les développeurs ont ainsi imaginé que le DVD aurait été supplanté par le NVD, que la 4G aurait donné naissance à la 5G++, et que les baladeurs MP3 et MP4 auraient eu comme successeur le MP9.